# Тодор Дрянков
Тодор Дрянков е български художник, живописец. Дрянков е един от видните пловдивски художници, като родният му град е сред основните теми на творчеството му.

## Биография
Роден е в 1944 година в Пловдив, България. Рисува от малък и в 1960 година Златю Бояджиев харесва творбите на малкия художник и го кани да му дава уроци. Това изиграва огромна роля при изграждането на творческия му почерк. Завършва Националната художествена академия в София. В Академията попада под влиянието на професор Александър Поплилов.
Автор е на около 2000 картини, като, макар че работи в София, основна тема на творчеството му е родният Пловдив. Друга голяма тема на творчеството му е жената. Самият казва „Не мога да усетя мъжа, някак си не го разбирам. С жените е друго нещо – винаги ги усещам, разбирам ги“.
Дрянков има редица индивидуални и групови участия в изложби в България и чужбина. Първите му самостоятелни изложби в чужбина са в 1998 година в Лондон, Уелс и Северен Уелс. На следващата 1999 година прави още една успешна самостоятелна изложба в Лондон, а след това излага в Лион, Франция. На изложбата му в аулата на Софийския университет още при откриването са изкупени всичките картини и се налага художникът да зареди изложбата наново. Много от картините му са в частни колекции в България, Япония, Великобритания, Белгия, Франция, САЩ, Мексико, Русия, Йордания и други.
Тодор Дрянков умира в 2014 година.